# 久星站
久星站是一个沪昆铁路上的铁路车站，位于中国上海市松江区新浜乡甪钓湾，建于1983年，目前为五等站，邮政编码为201605。目前该站已关闭。